# Robert Janson (präst)
Robert Janson, född 9 oktober 1874 i Göteborgs domkyrkoförsamling, död där 16 september 1961, var en svensk präst.
Robert Janson var son till Johan August Jansson och Louise Caroline Törnsten. Efter mogenhetsexamen i Göteborg 1893 avlade han teologisk-filosofisk examen 1895, teoretisk teologisk examen och praktisk teologisk examen 1898. Janson prästvigdes för Göteborgs stift 1899 och tjänstgjorde därefter i Skredsvik, Tossene, Näsinge, Göteborgs domkyrkoförsamling och Vasa församling i Göteborg. År 1903 återkom han till Göteborgs domkyrkoförsamling, där han först var pastorsadjunkt, 1904 blev kyrkoadjunkt och 1908 blev komminister. Han blev kontraktsprost i domprosteriets södra kontrakt 1939. Han var ledamot av Nordstjärneorden (LNO).
Janson tjänstgjorde i Domkyrkoförsamlingen i 49 år. Han vann församlingens domprostval 1930 och 1935 med stor majoritet, men regeringarna utsåg båda gångerna andra präster, eftersom "Domkyrkoförsamlingen var så viktig som passage för blivande biskopar ... att man inte kunde ta hänsyn till församlingens önskemål".

## Janson och nazismen
Janson deltog den 28 september 1940 på Coldinuordens restaurang i det konstituerande sammanträdet för föreningen "Sällskapet för kulturell och social upplysning".  Det mycket neutrala föreningsnamnet till trots innehöll föreningens stadgar och program punkter som
- "att i det dagliga livet bland vänner och bekanta sprida upplysning och förståelse för de nationalsocialistiska frågorna samt värva anhängare för vår stora uppgift"
- att verka för "djupt samarbete mellan Sverige och de totalitärt styrda staterna på det politiska, sociala och kulturella området"

Vid detta möte bereddes tillträde för de som undertecknat en särskild ansökan och därefter fått sig tillsänt ett medlemskort stämplat med hakkorset. Vid mötet visades under 2½ timme uteslutande tyska filmer, vilket föranledde poliskammaren att till polisåklagaren översända en rapport med anmodan att väcka åtal mot anordnaren rederitjänstemannen Carl Johan Torin för olaga filmförevisning.
Professor Anders Jarlert hävdar att Janson av Göteborgs Handels- och Sjöfartstidning felaktigt skall ha pekats ut som sympatisör till det nationalsocialistiska Tyskland och att han inte skulle ha varit medlem av Sällskapet för kulturell och social upplysning eller någon annan nationalsocialistisk organisation, detta enligt Jansons egen uppgift. Jansons kontakter med Sällskapet för kulturell och social upplysning omnämns av Anders Jarlert på följande sätt. ”J[anson] är en av de präster i Göteborg som offentligt pekats ut som sympatisörer till det nationalsocialistiska Tyskland. Ingenting tyder på att han varit medlem av någon nationalsocialistisk organisation eller i skrift uttryckt sig till förmån för nationalsocialismen. Inte heller tillhörde han, som Handels-Tidningen först påstått … Sällskapet för kulturell och social upplysning. I en intervju klargjorde J[anson] att han av princip inte hade gått in i eller kom att gå in i någon politisk organisation. Genom detta sitt ställningstagande bidrog J[anson] till att inte så många gammalkyrkliga i Göteborgs stad blev nationalsocialister.”

## Familj
Janson gifte sig 1903 med Maja Svensson (1875–1966). De fick nio barn, varav sju nådde vuxen ålder: prosten Åke Janson (1907–2000), filosofie licentiat Sverker Janson (1908–2005), gymnastikdirektör Inga Hedelin (1910–2013), banktjänstemannen Eskil Janson (1911–1997), veterinären Ragnar Janson (1912–2004), urmakaren Gösta Janson (1914–2007) och gymnastikdirektören Anna-Maja Källrot (1916–2016). Åke Janson var far till Gunilla Sjögren och hans son Jan Janson (född 1934) är far till Carola Lemne.
Han är begravd i familjegrav på Göteborgs östra kyrkogård.